# وليامز هاينز
وليامز هاينز (بالإنجليزية: Williams Haynes)‏ هو صحفي أمريكي، ولد في 29 يوليو 1886 في ديترويت في الولايات المتحدة، وتوفي في 16 نوفمبر 1970.